# Fort Oranje (Nieuw-Holland)

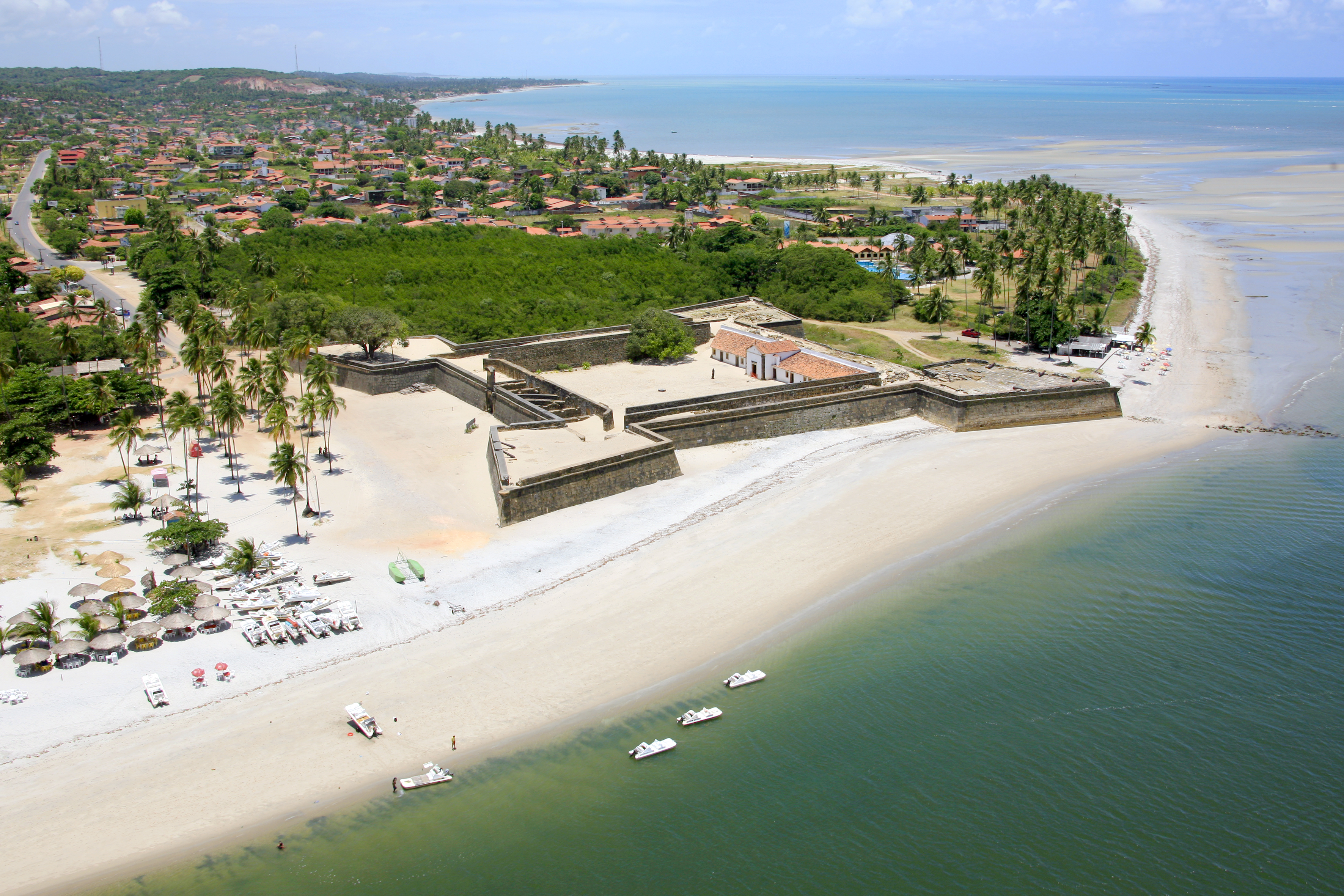
Fort Oranje

Fort Oranje (ook bekend als Forte Orange of Forte de Santa Cruz de Itamaracá) is een fort op het Braziliaanse eiland Itamaracá, vlak bij de stad Recife in de deelstaat Pernambuco. Het werd gebouwd door de Nederlanders ten tijde van de kolonie Nieuw-Holland en was voor hen van belang voor de verovering van het noordoosten van Brazilië. Later hebben de Portugezen het gebruikt. Tegenwoordig is het door toeristen te bezichtigen.

## Geschiedenis

### Nederlandse periode
De Nederlanders begonnen met de bouw in mei 1631, naar een ontwerp van ingenieur Pieter van Bueren. De bouw stond onder leiding van Steyn Callenfels. Het eerste fort werd opgetrokken uit takken en aangestampte aarde. Het werd genoemd naar het Huis Oranje. De plek waar het fort staat was in die tijd nog een aparte zandbank die van het grotere eiland Itamaracá gescheiden was door een smalle zeestraat. Deze was bij laag water doorwaadbaar.
Er waren 366 man gelegerd. Zij stonden onder bevel van kapitein Krzysztof Arciszewski, die van Poolse afkomst was. In 1632 werd het fort aangevallen door de Italiaan Giovanni di San Felice, die in dienst van de Portugezen stond. Hij werd verslagen en vluchtte met achterlating van zijn artillerie: 4 kanonnen van brons die afkomstig waren uit het fort Arraial Velho do Bom Jesus.
Toen de aanval van San Felice was afgeslagen, werd het fort verder uitgebreid. Op bevel van Johan Maurits werd de gracht verdiept en er werden palissades opgericht. Van hieruit werd toen het eiland Itamaracá veroverd. Vanuit het fort konden alle schepen die naar het eiland voeren onder schot worden gehouden.
Het fort was vierkant met op elke hoek een bastion. Er waren 12 kanonnen:
- 1 van 26 pond in brons
- 1 van 18 pond in brons
- 3 van 12 pond in brons
- 1 van 6 pond in brons
- 2 van 5 pond in ijzer
- 4 van 4 pond in ijzer[2]

In 1640 werden er in het fort enkele Portugese fraters opgesloten die zich verzetten tegen de verbreiding van het calvinisme.
In juni 1646 voerden de Portugezen een aanval uit op Itamaracá. Antônio Dias Cardoso kreeg de opdracht de Nederlandse stellingen aan te vallen. Hij deed dit met 18 kanonnen. Of hij het Fort Orange tijdelijk in handen heeft gekregen is niet duidelijk. Hij heeft het in elk geval zo beschadigd dat het in 1649 hersteld moest worden.

### Portugese periode
Toen de Nederlanders in 1654 vertrokken, lieten zij het fort onbeheerd achter. Zo kwam het in handen van de Portugezen. Zij noemden het Fortaleza de Santa Cruz de Itamaracá. Het kwam onder leiding te staan van kolonel Francisco de Figueiroa. Hij bouwde het opnieuw op met stenen en kalk. Hij deed dit volgens de technieken van Sébastien Le Prestre de Vauban. De bastions werden vervangen door nieuwe, vijfhoekige bastions. Er werden arkels aangebouwd, en de poorten werden versterkt. Ook werden er nieuwe kwartieren, een commandohuis en opslagplaatsen voor munitie gebouwd.
In 1696 werd het fort hersteld. Toen waren er 25 kanonnen van kalibers 12 tot 20. Ook in 1777 en 1800 vonden herstelwerkzaamheden plaats. Daarna werd het fort verlaten en raakte het in verval. In 1817, tijdens de Revolutie van Pernambuco, werd het bezet door pater Tenório. Hij liet het fort herstellen, en rustte het uit met 23 kanonnen. In de 19e eeuw werd het fort ook door het onafhankelijk geworden Brazilië nog gebruikt. Daarna verloor het zijn strategische functie.

### Moderne tijd
In 1938 werd het fort Nationaal Historisch erfgoed. In 1966 en 1973 heeft het fort nog restauraties ondergaan. In 1971 heeft de Federale Universiteit van Pernambuco nog enkele voorwerpen en ruimten geïdentificeerd.
In 1980 lag het fort er echter verlaten bij. In die tijd was het in handen van de gemeente Itamaracá. Een handarbeider, José Amaro de Souza Filho, die eerder in de gevangenis gezeten had, ontfermde zich erover. Hij probeerde het fort te onderhouden met de verkoop van zijn handwerk. Hiervoor schakelde hij ook andere ex-gevangenen in. Hij richtte de Stichting Fort Orange (Fundação Forte Orange) op die het fort tot 1998 beheerde. Daarna kwam het weer in handen van de gemeente, het Ministerie van Cultuur en ten slotte van de Federale Universiteit van Pernambuco.
Van januari tot maart 2002 en van oktober 2002 tot maart 2003 heeft er archeologisch onderzoek plaatsgevonden, dat mede gefinancierd werd door het Nederlandse Ministerie van Buitenlandse Zaken en de ambassade van Nederland. Hierbij werden resten van het oorspronkelijke fort gevonden dat door de Nederlanders gebouwd was. Verder vond men aardewerk, oorlogsmateriaal, gebruiksvoorwerpen en voedselresten. Aan de hand van deze archeologische vondsten wil men een nieuwe restauratie van het fort uitvoeren.
Tegenwoordig wordt het fort jaarlijks door 70.000 toeristen bezocht. In het fort bevindt zich nog steeds de souvenirwinkel van José Amaro. Dichtbij kan men de boot nemen naar het eiland Coroa do Avião, of het Centrum ter Bescherming van de Lamantijn ('Centro de Preservação do Peixe-Boi') bezoeken, waar aangespoelde lamantijnen worden verzorgd.

## Galerij

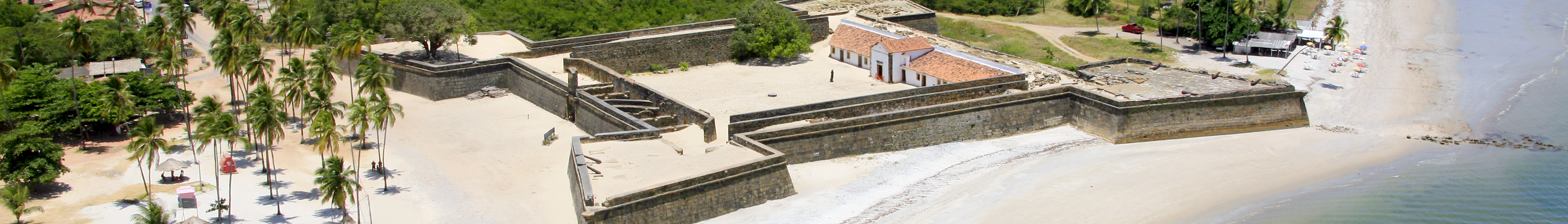
Panorama van Fort Oranje

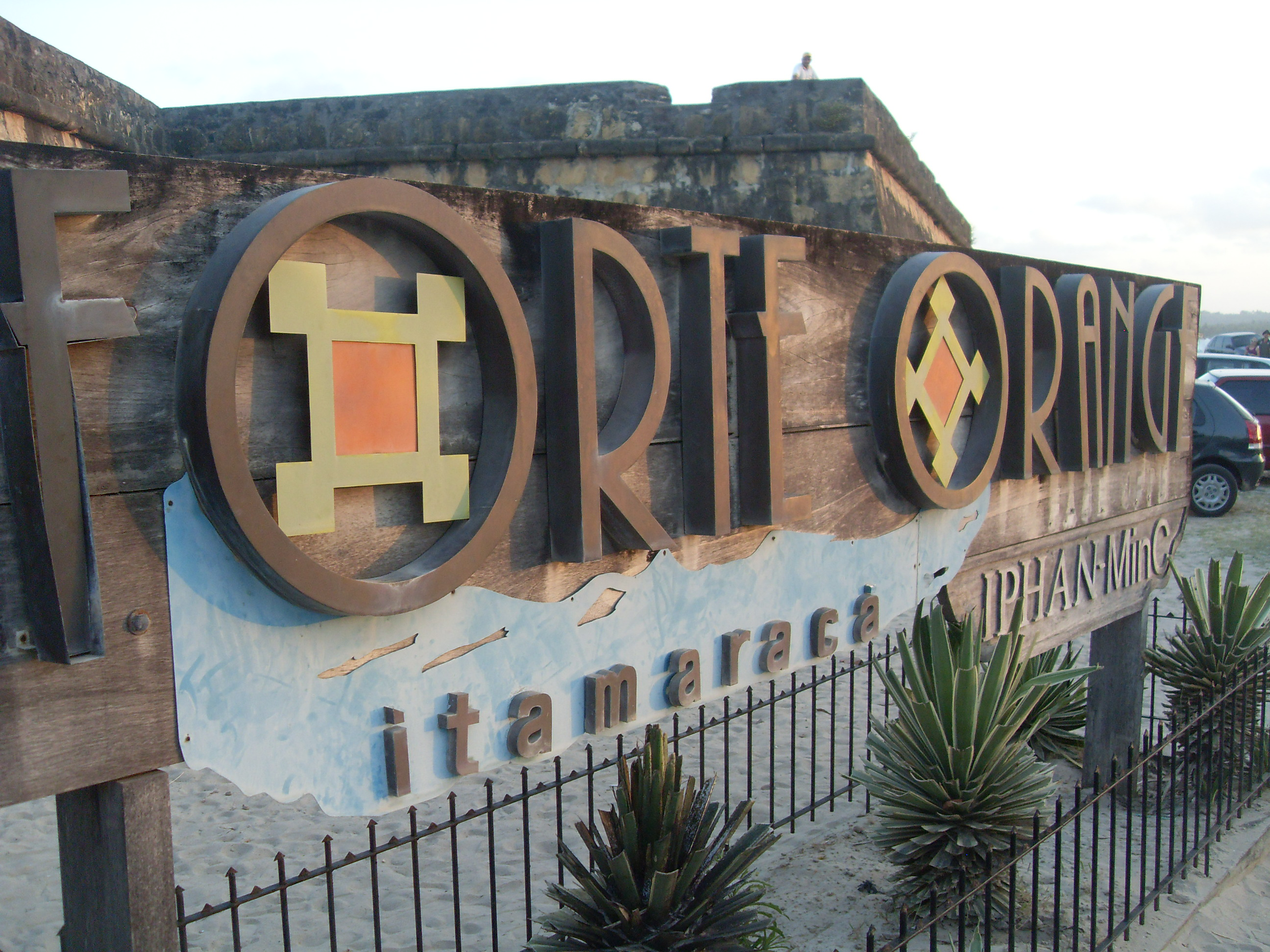
Het bord Forte Orange
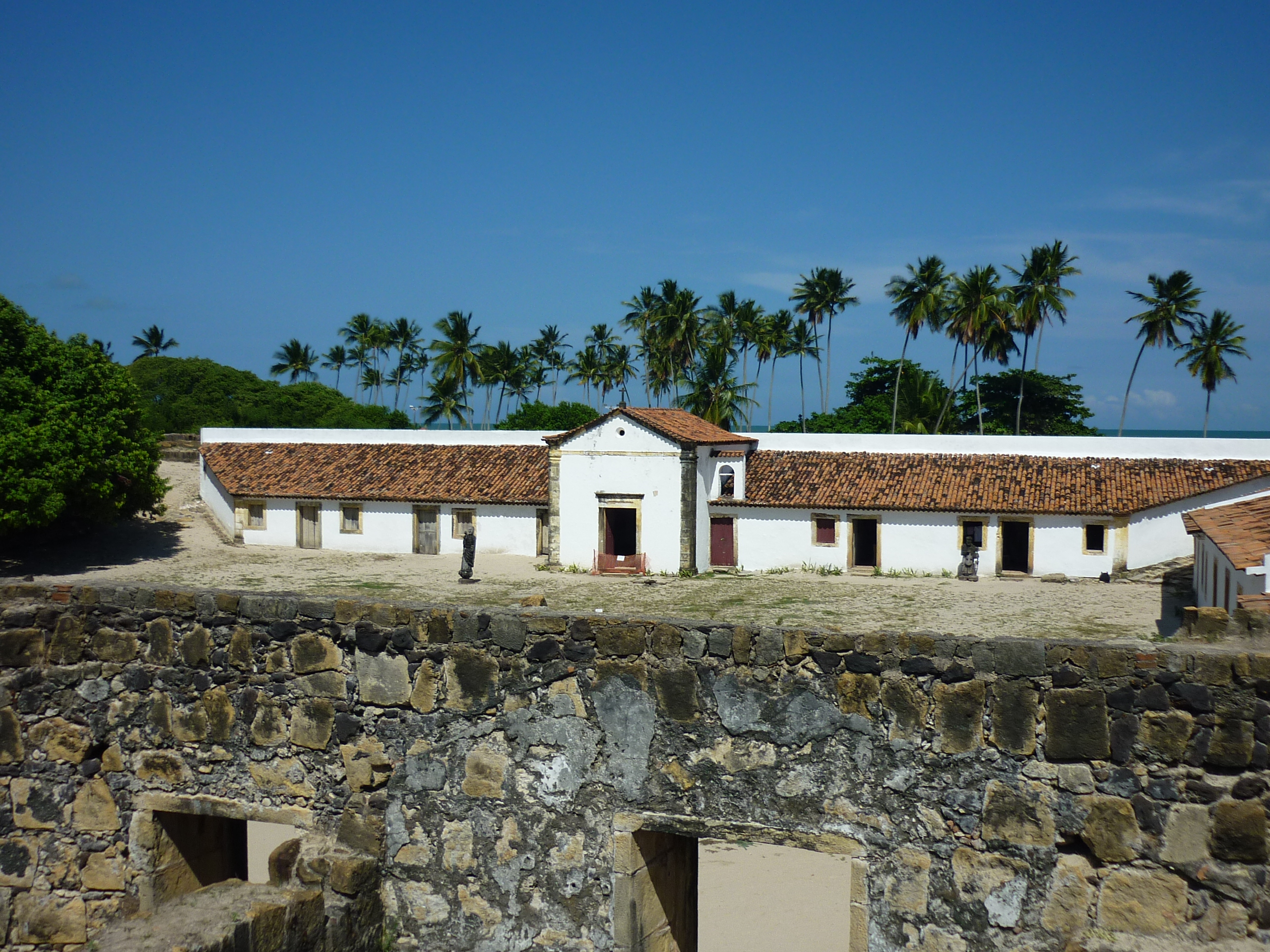
Het hoofdgebouw
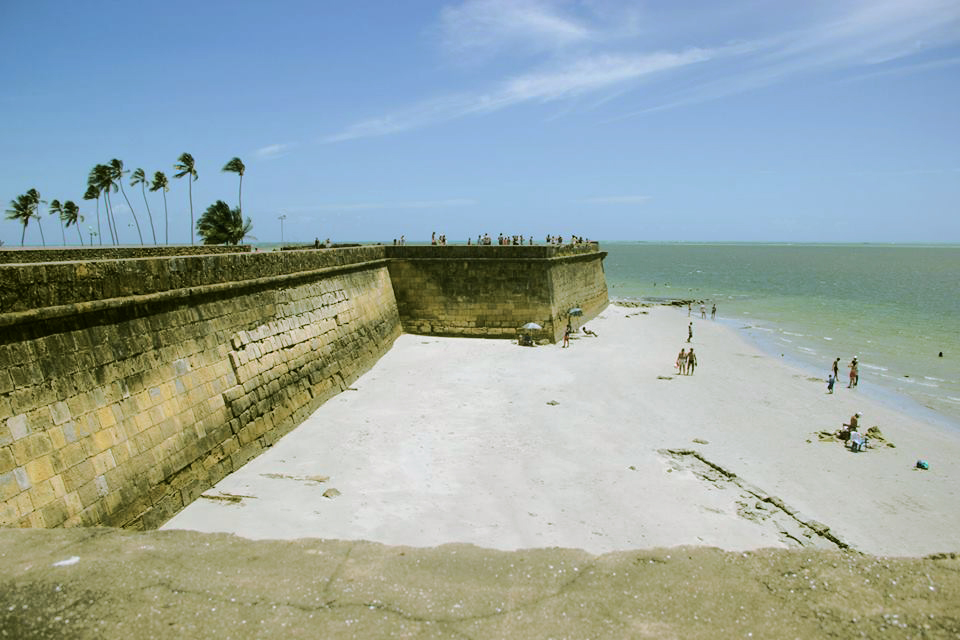
Uitzicht op zee vanaf het fort
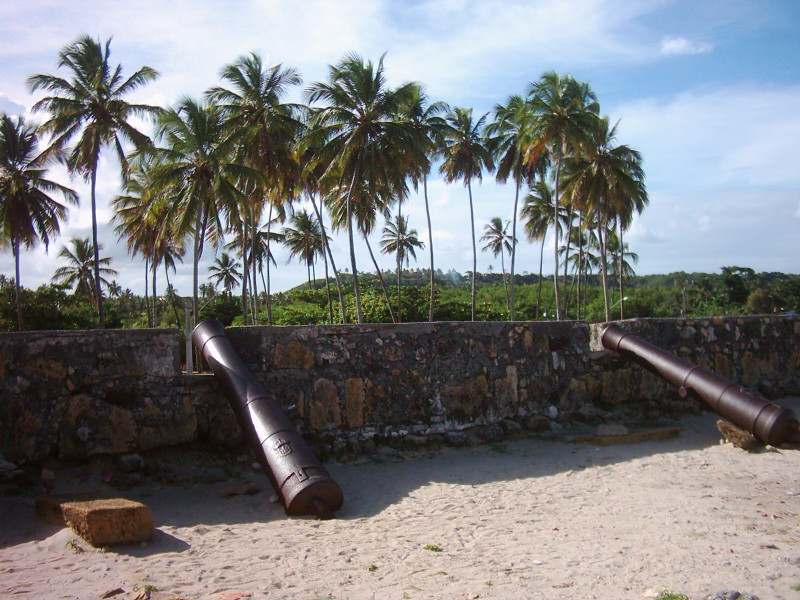
Een aantal kanonnen van het fort